# عصام النمر
عصام النمر (بالإنجليزية: Issam Nemer)‏، هو عالم فضاء فلسطيني أمريكي، ولد في مدينة جنين عام 1926 وتوفي في 15 يوليو 2005 في مدينة هيوستن في الولايات المتحدة الأمريكية، عمل في وكالة الفضاء الأمريكية ناسا، وشارك في إطلاق مركبة (أبوللو – 11) التي كانت أول مركبة فضائية تهبط على سطح القمر عام 1969، ويعرف أنه أرسل حجرا إلى القمر حفر عليه اسم مدينته جنين مع هذه الرحلة.

## النشأة والعائلة
ولد عصام النمر في مدينة جنين عام 1926، لعائلة فلسطينية يعود أصلها إلى مدينة طوباس، ويعتبر والده الدكتور سعيد النمر من أوائل الفلسطينيين الذين درسوا الطب ومارس المهنة في فلسطين، حيث تخرج طبيبا عام 1914 وعمل ضابطا في الجيش العثماني إبان الحرب العالمية الأولى. توفيت والدته رمزية النمر وهو في عمر سنتين، وتولت العناية بالعائلة عمته ثريا النمر، له خمسة إخوة وأربع أخوات، منهم عوني النمر الذي عمل طبيبا الكويت، وفتحي النمر الذي أسس مشروع كهرباء جنين.
تزوج عصام النمر أثناء فترة دراسته من سيدة نمساوية أنجب منها أربعة أبناء، حيث بقيت العائلة تعيش في الولايات المتحدة.

## السيرة المهنية
تلقى عصام النمر تعليمه الابتدائي في مدارس مدينة جنين وأنهى المرحلة الثانوية في مدرسة النجاح الوطنية في نابلس، ثم التحق بجامعة "يوتا" بالولايات المتحدة عام 1949، وتخرج منها في عام 1953 في علوم الهندسة. تابع دراساته العليا في جامعة نيويورك حيث حصل على شهادة الدكتوراة بتخصص في مجال حساب الكميات، وحتى عام 1955 عمل مهندس تطوير في شركة “انترناشونال” في شيكاغو. في العام 1960 التحق بشركة «روكيت دين» لصناعة محركات الصواريخ العملاقة في كاليفورنياعمل في تطوير محركات الاحتراق الداخلي، وفي العام 1968 انتقل إلى وكالة الفضاء الأمريكية "ناسا" في هيوستن عاصمة ولاية تكساس، وتولى قيادة مجموعة الاختبار للمركبة القمرية نموذج «لونا». وكان د. عصام ضمن لعلماء الذين يعطون الإشارة النهائية لاطلاق مركبات الفضاء، حيث شارك في إطلاق مركبات ابوللو ومن ضمنها ابوللو 11 التي كانت أول مركبة فضائية تهبط علي سطح القمر في العام 1969.[بحاجة لمصدر أفضل]
في مقابلة معه نشرت عام 1993 في جريدة «نابلس» الأسبوعية، اكد انه سلم رواد مركبة ابوللو 11 حجرا صغيرا كتب عليه «جنين» وان هذا الحجر موجود الآن على سطح القمر، وعند سؤاله عن سبب كتابة جنين وليس فلسطين أيضا على الحجر؟ أجاب ضاحكاً، «حتى نتمكن من إيصاله إلى هناك». في العام 1972 وفي اولى زياراته للوطن، قدم النمر لبلدية جنين صورة مهداة إلى أهالي مدينة جنين وموقعة من قبل رواد المركبة «ابوللو 11».
عمل مع شركة أرامكو من عام 1978 حتى تقاعده في عام 1985. توفي في تموز 2005 في مدينة هيوستن، تكساس.